# 叠涩拱

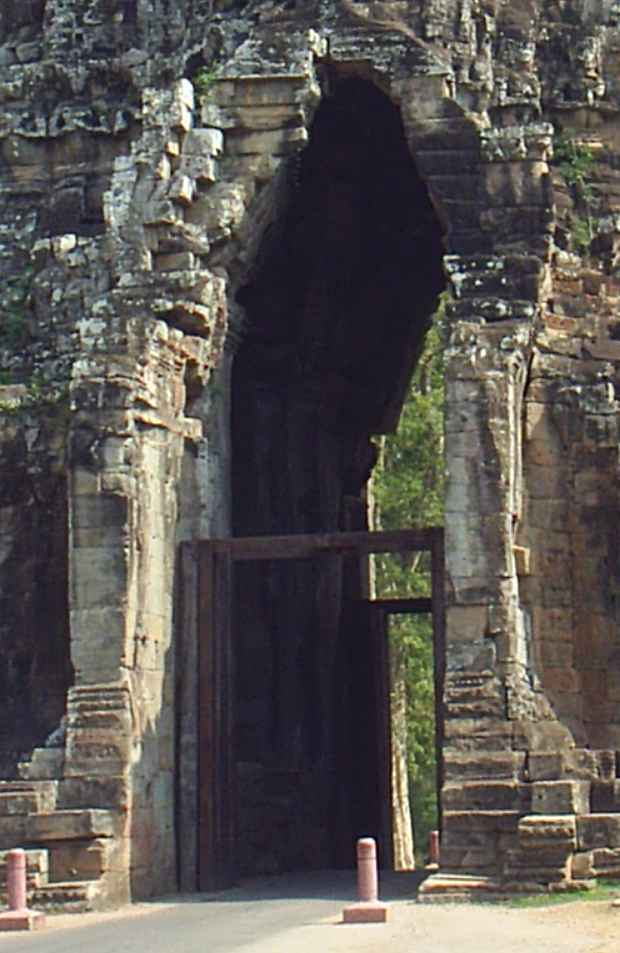
吴哥城的叠涩拱

叠涩拱，建筑学名词，指用砖石层层堆叠向内收最终在中线合拢成的拱。

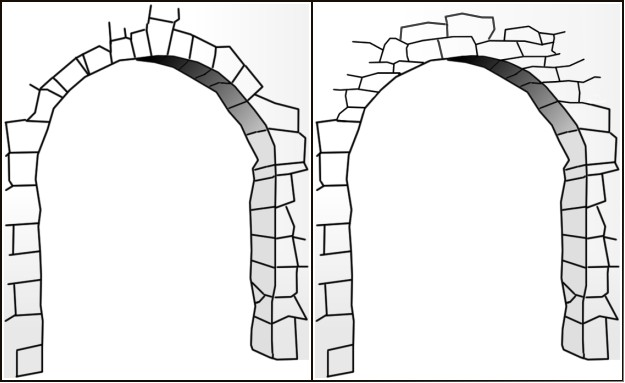
左：真拱 右：叠涩拱

疊澀拱技術起源甚早，在瑪雅、古希臘等古代文明均有所發現。位於愛爾蘭東北部，大約建於公元前3000年的紐格萊奇史前墳墓，亦發現一個完整無缺的疊澀拱，用以支撐主要墓室的屋頂。